# For Everyman
For Everyman pubblicato nell'ottobre del 1973, è il secondo album del cantautore statunitense Jackson Browne.
Si tratta di un lavoro più maturo rispetto al precedente "Jackson Browne". La rivista Rolling Stone lo ha inserito nella lista dei 500 album migliori di sempre alla posizione numero 450 e la qualità del lavoro è dovuto anche allo straordinario cast che ha partecipato alla realizzazione: tra i tanti Elton John e Joni Mitchell e alcuni membri degli Eagles.

## Tracce
Tutte le tracce sono state scritte da Jackson Browne tranne dove indicato.
Lato A
1. Take It Easy – 3:39 (Glen Frey, Jackson Browne)
2. Our Lady of the Well – 3:51
3. Colors of the Sun – 4:26
4. I Thought I Was a Child – 3:43
5. These Days – 4:41

Lato B
1. Red Neck Friend – 3:56
2. The Times You've Come – 3:39
3. Ready or Not – 3:33
4. Sing My Songs to Me – 3:25
5. For Everyman – 6:20 (David Lindley, Jackson Browne)

## Musicisti
Take It Easy
- Jackson Browne - chitarra acustica
- David Lindley - chitarra elettrica
- Sneaky Pete - chitarra pedal steel
- Doug Haywood - basso, armonie vocali
- Micky McGee - batteria

Our Lady of Well
- Jackson Browne - chitarra acustica
- David Lindley - chitarra acustica
- Sneaky Pete - chitarra pedal steel
- Doug Haywood - basso, armonie vocali
- Jim Keltner - batteria

Colors of the Sun
- Jackson Browne - pianoforte
- David Lindley - chitarra acustica
- Spooner Oldham - organo
- Doug Haywood - basso
- Gary Mallaber - batteria
- Don Henley - armonie vocali

I Thought I Was a Child
- David Lindley - chitarra acustica
- Bill Payne - pianoforte
- Doug Haywood - basso
- Jim Keltner - batteria

These Days
- Jackson Browne - chitarra acustica
- David Lindley - chitarra slide
- David Paich - pianoforte
- Doug Haywood - basso, armonie vocali
- Jim Keltner - batteria

Red Neck Friend
- Jackson Browne - chitarra ritmica
- David Lindley - chitarra slide
- Rockaday Johnnie (Elton John) - pianoforte
- Doug Haywood - basso, armonie vocali
- Jim Keltner - batteria
- Glen Frey - armonie vocali

The Times You've Come
- Jackson Browne - chitarra acustica
- David Lindley - chitarra acustica
- Leland Sklar - basso
- Russ Kunkel - batteria
- Bonnie Raitt - armonie vocali

Ready or Not
- Jackson Browne - pianoforte
- David Lindley - fiddle elettrico
- Doug Haywood - basso, armonie vocali
- Jim Keltner - batteria

Sing My Songs to Me
- Jackson Browne - pianoforte
- David Lindley - chitarra elettrica
- Joni Mitchell - pianoforte elettrico
- Michael Utley - organo
- Wilton Felder - basso
- Gary Mallaber - batteria

For Everyman
- Jackson Browne - chitarra acustica
- David Lindley - chitarra acustica, chitarra elettrica
- Craig Doerge - pianoforte
- Michael Utley - organo
- Leland Sklar - basso
- Russ Kunkel - batteria
- David Crosby - armonie vocali[5][6]